# Ptychadena arnei
Ptychadena arnei là một loài ếch trong họ Ptychadenidae.
Nó được tìm thấy ở Bờ Biển Ngà, Guinea, Senegal, Sierra Leone, có thể cả Guinea-Bissau, và có thể cả Liberia.
Các môi trường sống tự nhiên của chúng là các khu rừng ẩm ướt đất thấp nhiệt đới hoặc cận nhiệt đới, xavan ẩm, đầm nước, hồ nước ngọt có nước theo mùa, đầm nước ngọt, và các khu rừng trước đây bị suy thoái nặng nề.